# Marcus Ginyard
Marcus Darrel Ginyard (* 8. Mai 1987 in Rochester, New York) ist ein ehemaliger US-amerikanischer Basketballspieler. Nach dem Studium in seinem Heimatland unterschrieb Ginyard seinen ersten Profivertrag beim deutschen Erstliga-Aufsteiger BBC Bayreuth. Er spielte in den folgenden Jahren in weiteren europäischen Ländern, darunter für mehrere Mannschaften in Polen. Ginyards Stärke war die Verteidigung.

## Karriere
Ginyard ging zum Studium an die University of North Carolina at Chapel Hill, wo er von 2005 an für die renommierte Hochschulmannschaft Tar Heels in der Atlantic Coast Conference (ACC) der NCAA spielte. Mit der „Kaderschmiede“, an der auch Spieler und Trainer ausgebildet wurden, die später in die Naismith Memorial Basketball Hall of Fame aufgenommen wurden, gewann Ginyard 2007 und 2008 das ACC-Meisterschaftsturnier und wurde als „Junior“ in das „All-Defensive-Team“ 2008 der ACC berufen. Zu Beginn seiner letzten Spielzeit in der NCAA brach sich der Verteidigungsspezialist den Fuß und setzte schließlich die komplette Spielzeit aus,  so dass er eine weitere Spielzeit in der NCAA absolvieren konnte. Ausgerechnet in dieser Spielzeit feierten die Tar Heels den Titelgewinn in der prestigeträchtigen landesweiten NCAA-Collegemeisterschaft. Im Jahr darauf wurde der Titelverteidiger nicht mehr für die Endrunde eingeladen und erreichte mit Ginyard im National Invitation Tournament 2010 das Finalspiel, das gegen die Flyers der University of Dayton verloren ging.
Nachdem Ginyard im NBA-Draft 2010 von Vereinen der NBA nicht ausgewählt worden war, unterschrieb er seinen ersten Profivertrag beim deutschen Erstliga-Aufsteiger BBC aus Bayreuth. In der Bundesliga-Saison 2010/11 wurde knapp der Klassenerhalt erreicht. In der folgenden Saison 2011/12 spielte Ginyard in der zweiten israelischen Liga Leumit für Ironi aus Naharija. Für die Saison 2012/13 wurde er dann vom polnischen Erstligisten Anwil aus Włocławek verpflichtet. In der Play-offs um die Meisterschaft konnte man in der ersten Runde den in finanziellen Problemen steckenden vormaligen Serienmeister und Titelverteidiger Asseco Prokom Gdynia bezwingen, schied jedoch dann im Halbfinale gegen den alten und neuen Vizemeister Turów Zgorzelec aus. In der Saison 2013/14 spielte Ginyard dann zunächst in der Basketball Superliga Ukraine für BK Asowmasch aus Mariupol, bevor er nach den Unruhen in der Ukraine das Land verließ und sich im März 2014 dem polnischen Meister Stelmet aus Zielona Góra anschloss.
Nach Vertragszeiten in mehreren Ländern, darunter erneut Polen, wurde sein letzter Verein als Berufsbasketballspieler Limoges CSP in Frankreich. Im April 2020 wurde sein Vertrag um drei Jahre verlängert, nachdem er während der Hauptrunde der Saison 2019/20 in der ersten französischen Liga im Schnitt 9,8 Punkte und 2,8 Rebounds erzielt hatte. Im Sommer 2021 wurde ihm seitens der Vereinsführung gekündigt, Ginyard leitete rechtliche Schritte ein, ehe im Juli 2021 eine Einigung erzielt wurde. In Limoges erhielt er wegen seiner hohen Identifikation mit der Stadt den Spitznamen Monsieur le Maire (deutsch: Herr Bürgermeister). Nach dem Ende seiner Spielerlaufbahn wurde Ginyard in Raleigh (US-Bundesstaat North Carolina) beruflich als Makler für ein Unternehmen der Immobilienwirtschaft tätig.